# Congreso de la Juventud Tibetana

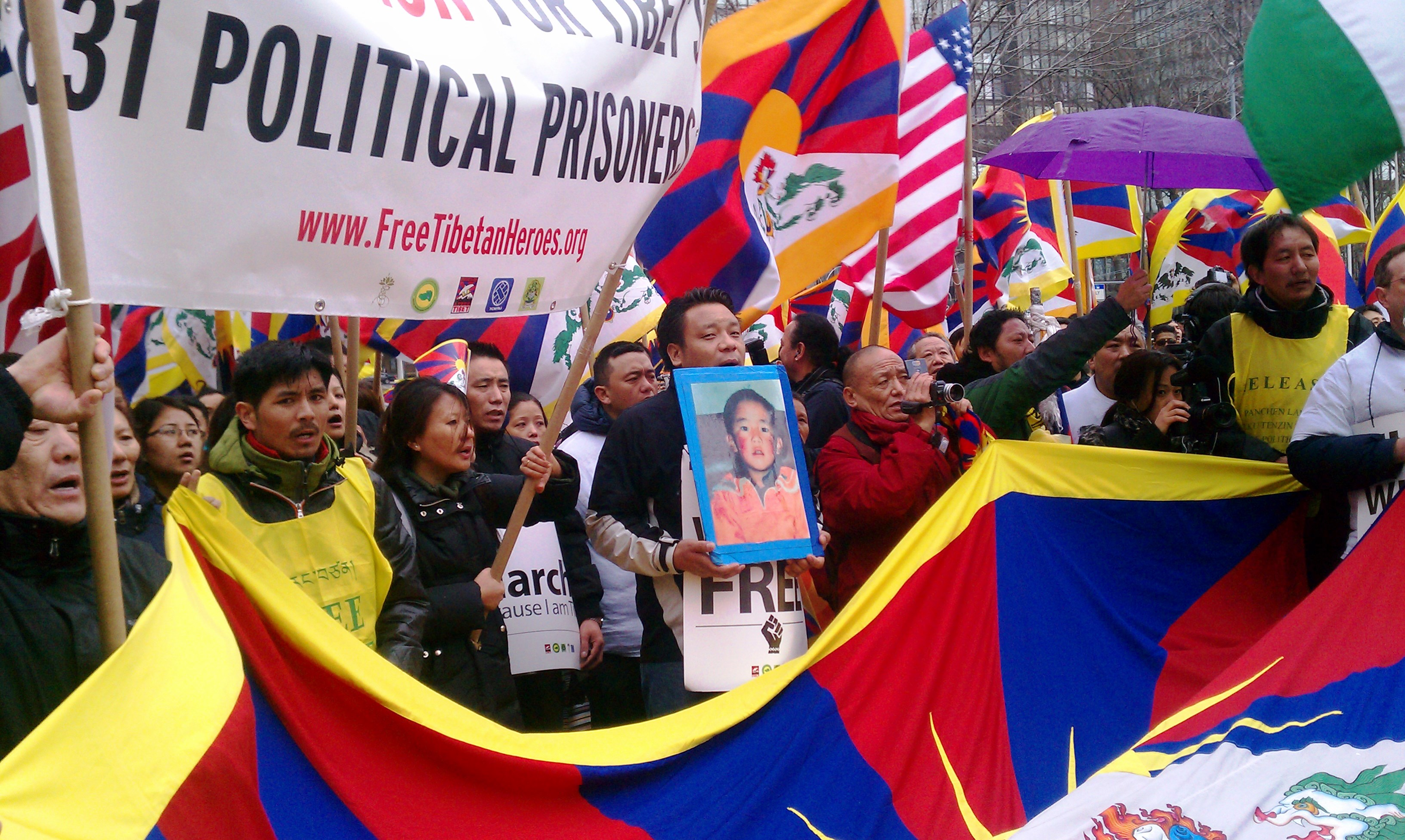
"Protesta en la ONU: Tibetanos y sus partidarios alzan su voz contra China por los prisioneros políticos en el Día del Levantamiento Tibetano (10 de marzo) en Nueva York."

El Congreso de la Juventud Tibetana es una organización no gubernamental que pugna por la independencia de Tíbet respecto a China.  La organización asegura tener unos 30.000 miembros entre la comunidad tibetana en el exilio y 87 sucursales en más de 10 países. Como otras organizaciones tibetanas más radicales, pugna por la independencia plena de Tíbet a diferencia de la postura más modesta del gobierno tibetano en el exilio que prefiere la opción de autonomía interna dentro de China y a organizado protestas contra China en diversas embajadas especialmente en India. La organización ha sido acusada de “terrorista” por algunos personeros del gobierno chino, aunque actualmente no está oficialmente clasificada como tal por ningún país.